# Kortskaftad parasitspik
Kortskaftad parasitspik (Sphinctrina turbinata) är en lavart som först beskrevs av Christiaan Hendrik Persoon, och fick sitt nu gällande namn av De Not. Kortskaftad parasitspik ingår i släktet Sphinctrina och familjen Sphinctrinaceae.  Arten är reproducerande i Sverige. Inga underarter finns listade i Catalogue of Life.